# Sanna Englund

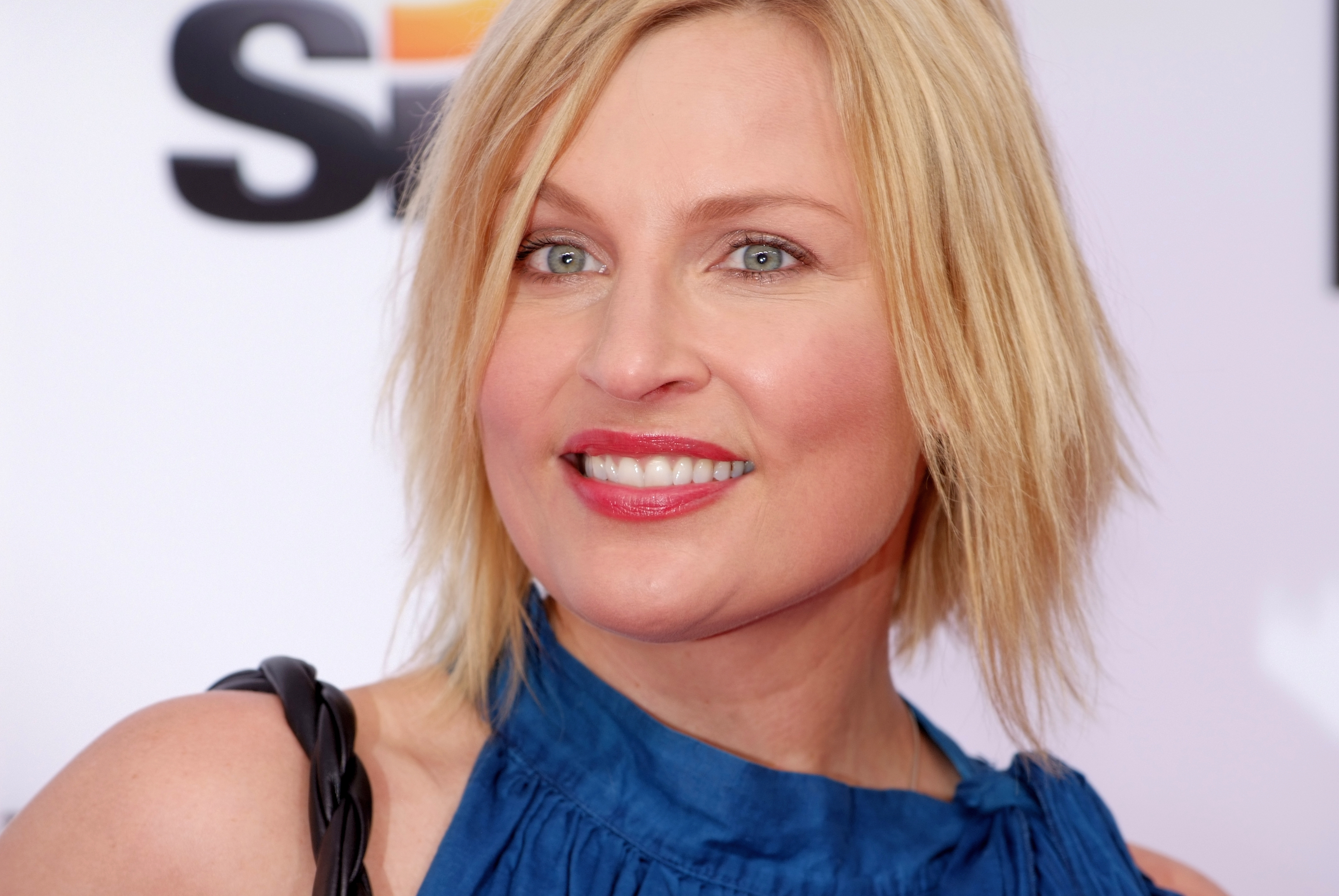
Sanna Englund bei der Verleihung des Studio Hamburg Nachwuchspreises 2012

Sanna Englund (* 18. April 1975 in Heidelberg) ist eine deutsche Schauspielerin und Fotomodell.

## Leben
Sanna Englund wurde als Kind eines Musiklehrer-Ehepaars aus Schweden geboren. Bereits während der Schulzeit in Heidelberg nahm sie privaten Schauspiel- und Gesangsunterricht und spielte im Schultheater des St.-Raphael-Gymnasiums. Nach dem Abitur 1993 studierte sie Psychologie und arbeitete im In- und Ausland als Model, um sich das Geld für die Schauspielschule am Lee Strasberg Theatre and Film Institute in New York City zu verdienen. Englund absolvierte eine Kampfsportausbildung und Schießtraining. Stunts übernimmt sie weitestgehend selbst. Im Theater war sie in Ein Sommernachtstraum und Die bitteren Tränen der Petra von Kant zu sehen. Von November 2010 bis November 2013 engagierte sie sich als Schirmherrin für „Hamburgs frohe Kinderaugen“. 
Englund lebt mit ihrem Ehemann in Bayern, hält sich aber durch die Dreharbeiten zur Fernsehserie Notruf Hafenkante in Hamburg auf.

## Filmografie (Auswahl)

### Film und Fernsehen
- 1998: Angel Express
- 2000: Leinen los
- 2000: Die Cleveren (Fernsehserie)
- 2001: Himmelskörper (Kurzfilm)
- 2001: Lätta (Werbespot)
- 2001–2003: Hinter Gittern – Der Frauenknast (Fernsehserie, Folgen 153–245)
- 2002: Heute ist nicht gestern (Kurzfilm)
- 2002: Hallo Robbie! (Fernsehserie)
- 2003: SOKO Leipzig (Fernsehserie, Folge Seitensprung)
- 2003: Die Musterknaben 3 – 1000 und eine Nacht (Fernsehfilm)
- 2003: Ruhige Lage, nette Aussicht (Kurzfilm)
- 2003: Großstadtrevier (Fernsehserie)
- 2003: Otto-Versand (Werbespot)
- 2004: Berlin, Berlin (Fernsehserie, Folge Daily Talk)
- 2004: Im Namen des Gesetzes (Fernsehserie, Folge Fatale Schöpfung)
- 2004–2005: St. Angela (Fernsehserie, Folgen 236–275)
- 2005: Abschnitt 40 (Fernsehserie, Folge Terroristen)
- 2005: Balko (Fernsehserie, Folge Totalschaden)
- 2005: Verliebt in Berlin (Fernsehserie, Folgen 6–10)
- 2005: Auftauchen (Fernsehfilm)
- 2005: Du Darfst (Werbespot)
- 2005: Liebesleben (Fernsehserie, Folge Freier Fall)
- 2006: KomA (Kurzfilm)
- 2006: Die Sitte (Fernsehserie, Folge Schichtwechsel)
- 2006: Schmetterlinge im Bauch (Fernsehserie)
- 2006: Blackout – Die Erinnerung ist tödlich (Miniserie, 2 Folgen)
- 2006: Die Wache (Fernsehserie, Folge Zahn um Zahn)
- 2006–2008: Zwei Herzen und zwölf Pfoten (Fernsehserie, 3 Folgen)
- 2006–2011: Alarm für Cobra 11 – Die Autobahnpolizei (Fernsehserie, 2 Folgen)
- seit 2007: Notruf Hafenkante (Fernsehserie, 357 Folgen)
- 2007: R. I. S. – Die Sprache der Toten (Fernsehserie, Folge Vermisst)
- 2007: GSG 9 – Ihr Einsatz ist ihr Leben (Fernsehserie, Folge Ich, der Feind)
- 2007: Der Kriminalist (Fernsehserie)
- 2008: Die Anwälte (Fernsehserie, Folge Entmündigung)
- 2009: Der Dicke (Fernsehserie, Folge Gefährliches Spiel)
- 2011: Küstenwache (Fernsehserie, Folge Ein tödliches Spiel)
- 2013: Der Landarzt (Fernsehserie, Folge Amtshilfe)
- 2013: Kripo Holstein – Mord und Meer (Fernsehserie, Folge Todesengel in Weiß)
- 2020: Die Rosenheim-Cops (Fernsehserie, Folge Optimisten leben länger)